# Джакарра Вінчестер
Джакарра Гвеніша Вінчестер (англ. Jacarra Gwenisha Winchester; нар. 19 жовтня 1992, Маршалл, округ Салін, штат Міссурі) — американська борчиня вільного стилю, чемпіонка світу, чемпіонка, срібна та бронзова призерка Панамериканських чемпіонатів, срібна призерка Кубку світу, учасниця Олімпійських ігор.

## Життєпис
Закінчила школу Сан-Лоренсо та коледж Міссурі-Веллі, де вона навчалася на спеціаліста з бухгалтерського обліку.
Боротьбою почала займатися з 2008 року.
У 2019 році досягла найбільшого успіху у своїй кар'єрі, перемігши у фіналі чемпіонату світу в Астані японку Нанамі Іріє, здобуши таким чином титул чемпіонки світу у ваговій категорії до 55 кг. Ця категорія не є олімпійською, тому перемога в ній не дозволяла на автоматичне потрапляння на Олімпіаду.
У 2021 році на олімпійському кваліфікаційному турнірі в Софії посіла друге місце у ваговій категорії до 53 кг, що дозволило їй відібратись на літні Олімпійські ігри в Токіо в цій ваговій категорії. На Олімпіаді Вінчестер виграла перший поєдинок з рахунком 7:4 у росіянки Ольги Хорошавцевої. Однак у наступному поступилася з рахунком 2:6 представниці Китаю Пан Цяньюй. Оскільки китайська спортсменка пройшла до фіналу, Джакарра Вінчестер змогла взяти учать у втішних сутичках за бронзову нагороду. У першому втішному поєдинку з представницею Куби Лаурою Херін здобула перемогу з рахунком 5:0. Однак у вирішальній сутичці за медаль поступилась представниці Білорусі Ванессі Колодинській (туше), посівши у підсумку п'яте місце.
Мешкає в місті Колорадо-Спрінгс, штат Колорадо. Виступає за борцівський клуб «Titan Mercury».

## Спортивні результати на міжнародних змаганнях

### Виступи на Олімпіадах
| Змагання                    | Збірна | Вагова категорія          | Місце |
| --------------------------- | ------ | ------------------------- | ----- |
| Літні Олімпійські ігри 2020 | США    | жіноча боротьба, до 53 кг | 5     |

### Виступи на Чемпіонатах світу
| Змагання                        | Збірна | Вагова категорія          | Місце  |
| ------------------------------- | ------ | ------------------------- | ------ |
| Чемпіонат світу з боротьби 2018 | США    | жіноча боротьба, до 55 кг | 5      |
| Чемпіонат світу з боротьби 2019 | США    | жіноча боротьба, до 55 кг | Золото |
| Чемпіонат світу з боротьби 2022 | США    | жіноча боротьба, до 55 кг | 5      |
| Чемпіонат світу з боротьби 2023 | США    | жіноча боротьба, до 55 кг | Срібло |
| Чемпіонат світу з боротьби 2024 | США    | жіноча боротьба, до 59 кг | 14     |

### Виступи на Панамериканських чемпіонатах
| Змагання                                   | Збірна | Вагова категорія          | Місце  |
| ------------------------------------------ | ------ | ------------------------- | ------ |
| Панамериканський чемпіонат з боротьби 2019 | США    | жіноча боротьба, до 57 кг | Бронза |
| Панамериканський чемпіонат з боротьби 2021 | США    | жіноча боротьба, до 55 кг | Золото |
| Панамериканський чемпіонат з боротьби 2022 | США    | жіноча боротьба, до 55 кг | Срібло |

### Виступи на Кубках світу
| Змагання                    | Збірна | Вагова категорія | Місце  |
| --------------------------- | ------ | ---------------- | ------ |
| Кубок світу з боротьби 2017 | США    | команда          | 4      |
| Кубок світу з боротьби 2018 | США    | команда          | 4      |
| Кубок світу з боротьби 2019 | США    | команда          | Срібло |

### Виступи на інших змаганнях
| Змагання                                                     | Збірна | Вагова категорія          | Місце  |
| ------------------------------------------------------------ | ------ | ------------------------- | ------ |
| Чемпіонат світу з боротьби серед студентів 2014              | США    | жіноча боротьба, до 58 кг | Бронза |
| Міжнародний меморіал Білла Фаррелла 2014                     | США    | жіноча боротьба, до 55 кг | Срібло |
| Кубок Канади з боротьби 2016                                 | США    | жіноча боротьба, до 58 кг | Золото |
| Гран-прі Іспанії з боротьби 2016                             | США    | жіноча боротьба, до 55 кг | 5      |
| Міжнародний меморіал Дейва Шульца 2017                       | США    | жіноча боротьба, до 55 кг | Бронза |
| Klippan Lady Open 2018                                       | США    | жіноча боротьба, до 55 кг | 5      |
| Київський Міжнародний турнір з боротьби 2018                 | США    | жіноча боротьба, до 57 кг | Золото |
| Міжнародний меморіал Білла Фаррелла 2018                     | США    | жіноча боротьба, до 57 кг | Бронза |
| Гран-прі Іспанії з боротьби 2018                             | США    | жіноча боротьба, до 57 кг | Бронза |
| Відкритий чемпіонат Польщі з боротьби 2018                   | США    | жіноча боротьба, до 55 кг | 5      |
| Міжнародний меморіал Дейва Шульца 2019                       | США    | жіноча боротьба, до 59 кг | Золото |
| Гран-прі Німеччини з боротьби 2019                           | США    | жіноча боротьба, до 57 кг | 6      |
| Beat the Streets 2019                                        | США    | жіноча боротьба, до 55 кг | Золото |
| Відкритий чемпіонат Польщі з боротьби 2019                   | США    | жіноча боротьба, до 55 кг | Бронза |
| Олімпійський кваліфікаційний турнір з боротьби 2020 (Оттава) | США    | жіноча боротьба, до 53 кг | Срібло |
| Гран-прі Франції Анрі Деглана 2021                           | США    | жіноча боротьба, до 53 кг | Срібло |
| Турнір Яшара Догу 2022                                       | США    | жіноча боротьба, до 55 кг | Золото |
| Турнір Ібрагіма Мустафи з боротьби 2023                      | США    | жіноча боротьба, до 55 кг | Золото |
| Меморіал Поляка Імре та Варги Яноша 2023                     | США    | жіноча боротьба, до 55 кг | Золото |